# Vnoření slov
Vnoření slov (anglicky word embedding) je způsob číselné reprezentace slov používaný v počítačovém zpracování přirozeného jazyka. Spočívá v převedení slov na vektory (nebo ekvivalentně body) v mnoharozměrném prostoru tak, aby se slova s podobnými vlastnostmi nacházela blízko sebe. Přístup je možné zobecnit i pro slovní spojení či celé věty a dokumenty.

## Motivace
Obraz i zvuk je při počítačovém zpracování možné přirozeným způsobem zobrazit do spojitého prostoru (prostoru nad reálnými čísly) – v případě zvuku jde o jednorozměrný popis průběhu signálu (viz digitální audio), v případě obrazu o dvourozměrný popis barev jednotlivých pixelů (viz rastrová grafika).
Pro reprezentaci slov se však ve zpracování přirozeného jazyka tradičně užívá kód 1 z n (prakticky přiřazení náhodných identifikačních čísel), který z principu vytváří velmi řídce obsazené prostory s vysokým počtem dimenzí. To je z mnoha důvodů nepraktické – data jsou prostorově náročná (velikost je lineární vzhledem k velikosti slovníku) a reprezentace nijak nezachycuje vztahy mezi slovy (synonymie, nadřazené a podřazené pojmy a podobně).
Je tedy žádoucí převést všechna slova do spojitého prostoru pevně dané dimenze, která nebude závislá na velikosti slovníku. Jinak řečeno, cílem je převést slova na vektory reálných čísel o pevné délce.

## Příklad
Následující příklad pouze ilustruje způsob, jakým mohou být slova převedena na posloupnosti čísel. U skutečně používaných vnoření není zjistitelné, co jednotlivé rozměry znamenají.

### Data
| Dopravní prostředek | Hmotnost | Maximální rychlost | Počet kol |
| ------------------- | -------- | ------------------ | --------- |
| čtyřkolka           | 340 kg   | 90 km/h            | 4         |
| horské kolo         | 13,5 kg  | 50 km/h            | 2         |
| motocykl            | 350 kg   | 170 km/h           | 2         |
| motorový člun       | 520 kg   | 45 km/h            | 0         |
| osobní automobil    | 1600 kg  | 200 km/h           | 4         |
| plachetnice         | 1500 kg  | 18 km/h            | 0         |
| vysokozdvižný vozík | 2000 kg  | 14 km/h            | 4         |

### Normalizovaná data
Hodnoty jsou upraveny do rozmezí 0–1, kde 1 představuje 100 %.
| Dopravní prostředek | Hmotnost | Maximální rychlost | Počet kol |
| ------------------- | -------- | ------------------ | --------- |
| čtyřkolka           | 0,170    | 0,450              | 1,000     |
| horské kolo         | 0,007    | 0,250              | 0,500     |
| motocykl            | 0,175    | 0,850              | 0,500     |
| motorový člun       | 0,260    | 0,225              | 0,000     |
| osobní automobil    | 0,800    | 1,000              | 1,000     |
| plachetnice         | 0,750    | 0,090              | 0,000     |
| vysokozdvižný vozík | 1,000    | 0,070              | 1,000     |

#### Vizualizace
Všechny dopravní prostředky jsou nyní reprezentované vektorem z prostoru {\displaystyle \mathbb {R} ^{3}}, například čtyřkolku popisuje vektor {\displaystyle (0{,}17;0{,}45;1)}.
Tabulka euklidovských vzdáleností objektů:
|             | čtyřkolka | horské kolo | motocykl | mot. člun | automobil | plachetnice | vz. vozík |
| ----------- | --------- | ----------- | -------- | --------- | --------- | ----------- | --------- |
| čtyřkolka   | 0,000     | 0,563       | 0,640    | 1,029     | 0,836     | 1,211       | 0,913     |
| horské kolo | 0,563     | 0,000       | 0,623    | 0,561     | 1,201     | 0,910       | 1,126     |
| motocykl    | 0,640     | 0,623       | 0,000    | 0,805     | 0,814     | 1,076       | 1,241     |
| mot. člun   | 1,029     | 0,561       | 0,805    | 0,000     | 1,376     | 0,508       | 1,254     |
| automobil   | 0,836     | 1,201       | 0,814    | 1,376     | 0,000     | 1,353       | 0,951     |
| plachetnice | 1,211     | 0,910       | 1,076    | 0,508     | 1,353     | 0,000       | 1,031     |
| vz. vozík   | 0,913     | 1,126       | 1,241    | 1,254     | 0,951     | 1,031       | 0,000     |

Nejbližšími dvojicemi v tomto modelu jsou motorový člun – plachetnice, horské kolo – motorový člun a čtyřkolka – horské kolo. Naopak nejvzdálenější dvojicí je motorový člun – osobní automobil.

## Skutečné reprezentace
V praxi se používají vektory nad reálnými čísly o desítkách až stovkách rozměrů. Vnoření jsou vytvářena automaticky, často s použitím strojového učení, a význam jednotlivých rozměrů není interpretovatelný. Vektory mají význam jen ve vztahu k ostatním vektorům, samostatně ne.

## Způsoby výpočtu vnoření

### Statistické metody
Tyto metody vycházejí z frekvencí kovýskytů slov (současného výskytu dvou slov v jednom kontextu). Frekvence jsou zaneseny do matice, jejíž dimenze je následně redukována. Příkladem takových redukcí jsou latentní sémantická analýza (LSA), analýza hlavních komponent (PCA) nebo nástroj GloVe.

### Prediktivní metody
Tyto metody pracují iterativně. Každému slovu je obvykle na počátku přiřazen náhodný vektor a poté jsou reprezentace postupně upravovány tak, aby dosáhly požadovaných vlastností. V každém kroku se porovnává upravované vnoření s vnořeními slov v konkrétním kontextu.

#### Word2vec
Nástroj Word2vec vyvinutý pod vedením Tomáše Mikolova přinesl významné zefektivnění učení a přispěl k rozšíření techniky vnořování. Reprezentace získané tímto nástrojem umožňují používat vektorovou aritmetiku, tedy provádět s reprezentacemi slov matematické operace. Například výsledek operace {\displaystyle V_{otec}-V_{mu{\check {z}}}+V_{{\check {z}}ena}} se nachází blízko vektoru {\displaystyle V_{matka}}. Tyto vztahy jsou jazykově nezávislé.
Word2vec nabízí dva algoritmy. Algoritmus CBOW (continuous bag-of-words) iterativně prochází slova na vstupu pomocí pohyblivého okénka a snaží se odhadnout aktuální slovo na základě slov okolních. Pořadí slov v kontextu není zohledňováno, odtud také název odkazující k tradičnímu balíku slov.
Pokud bychom například měli větu „když jsem já sloužil to první léto“ a okénko velikosti pět slov, budou se postupně učit tyto vztahy:
- První iterace: {\displaystyle \{V_{kdy{\check {z}}},V_{jsem},V_{slou{\check {z}}il},V_{to}\}\to V_{j{\acute {a}}}}
- Druhá iterace: {\displaystyle \{V_{jsem},V_{j{\acute {a}}},V_{to},V_{prvni}\}\to V_{slou{\check {z}}il}}

Druhým podporovaným algoritmem je skip-gram. Ten stejně jako CBOW využívá pohyblivé okénko, odhad ale probíhá v opačném směru – algoritmus se učí předvídat kontext na základě aktuálního slova.
Implementaci obou algoritmů obsahují také nástroje Deeplearning4j a Gensim.

## Využití vnoření
Použití vnoření slov namísto slov samotných, případně společně s nimi, zlepšuje výsledky dalších navazujících úloh, jako jsou analýza sentimentu, syntaktická analýza nebo strojový překlad.